# Callisia
Genre
Callisia est un genre de plantes appartenant à la famille des Commelinaceae qui comporte des plantes au port retombant.

## Liste d'espèces
Selon Catalogue of Life (17 juillet 2013) et World Checklist of Selected Plant Families (WCSP) (17 juillet 2013) :
- Callisia ciliata Kunth (1817)
- Callisia cordifolia (Sw.) Andiers. & Woodson (1935)
- Callisia filiformis (M.Martens & Galeotti) D.R.Hunt (1986)
- Callisia fragrans (Lindl.) Woodson (1942)
- Callisia gentlei Matuda (1954)
- Callisia gracilis (Kunth) D.R.Hunt (1983)
- Callisia graminea (Small) G.C.Tucker (1989)
- Callisia hintoniorum B.L.Turner (1993 publ. 1994)
- Callisia insignis C.B.Clarke (1880)
- Callisia laui (D.R.Hunt) D.R.Hunt (1983)
- Callisia micrantha (Torr.) D.R.Hunt (1983)
- Callisia monandra (Sw.) Schult. & Schult.f. (1830)
- Callisia multiflora (M.Martens & Galeotti) Standl. (1925)
- Callisia navicularis (Ortgies) D.R.Hunt (1983)
- Callisia ornata (Small) G.C.Tucker (1989)
- Callisia repens (Jacq.) L. (1762) - la Callisie rampante
- Callisia rosea (Vent.) D.R.Hunt (1986)
- Callisia soconuscensis Matuda (1954)
- Callisia tehuantepecana Matuda (1957)
- Callisia warszewicziana (Kunth & C.D.Bouché) D.R.Hunt (1983)

Selon NCBI (17 juillet 2013) :
- Callisia cordifolia
- Callisia fragrans
- Callisia graminea
- Callisia insignis
- Callisia navicularis
- Callisia repens
- Callisia warszewicziana

Selon Tropicos (17 juillet 2013) (Attention liste brute contenant possiblement des synonymes) :
- Callisia ciliata Kunth
- Callisia cordifolia (Sw.) E.S. Anderson & Woodson
- Callisia delicatula Kunth
- Callisia diffusa Pohl ex Seub.
- Callisia elegans Alexander ex H.E. Moore
- Callisia filiformis (M. Martens & Galeotti) D.R. Hunt
- Callisia fragrans (Lindl.) Woodson
- Callisia gentlei Matuda
- Callisia glandulosa Pohl ex Seub.
- Callisia gnaphalodes L.
- Callisia gracilis (Kunth) D.R. Hunt
- Callisia graminea (Small) G.C. Tucker
- Callisia graminifolia (Raf.) D.R. Hunt
- Callisia grandiflora Donn. Sm.
- Callisia guerrerense Matuda
- Callisia guerrerensis Matuda
- Callisia hintoniorum B.L. Turner
- Callisia insignis C.B. Clarke
- Callisia laui (D.R. Hunt) D.R. Hunt
- Callisia macdougallii Miranda
- Callisia martensiana (Kunth) C.B. Clarke
- Callisia meiandra C. Wright ex Sauvalle
- Callisia micrantha (Torr.) D.R. Hunt
- Callisia monandra (Sw.) Schult. & Schult. f.
- Callisia multiflora (M. Martens & Galeotti) Standl.
- Callisia navicularis (Ortgies) D.R. Hunt
- Callisia nizandensis Matuda
- Callisia ornata (Small) G.C. Tucker
- Callisia parvula Brandegee
- Callisia repens (Jacq.) L.
- Callisia rosea (Vent.) D.R. Hunt
- Callisia scopulorum Brandegee
- Callisia soconuscensis Matuda
- Callisia tehuantepecana Matuda
- Callisia umbellulata Lam.
- Callisia warszewicziana (Kunth & Bouché) D.R. Hunt

## Photos

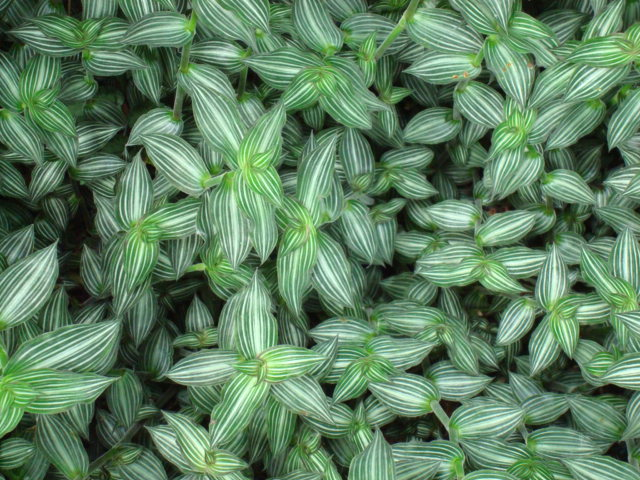
Callisia elegans
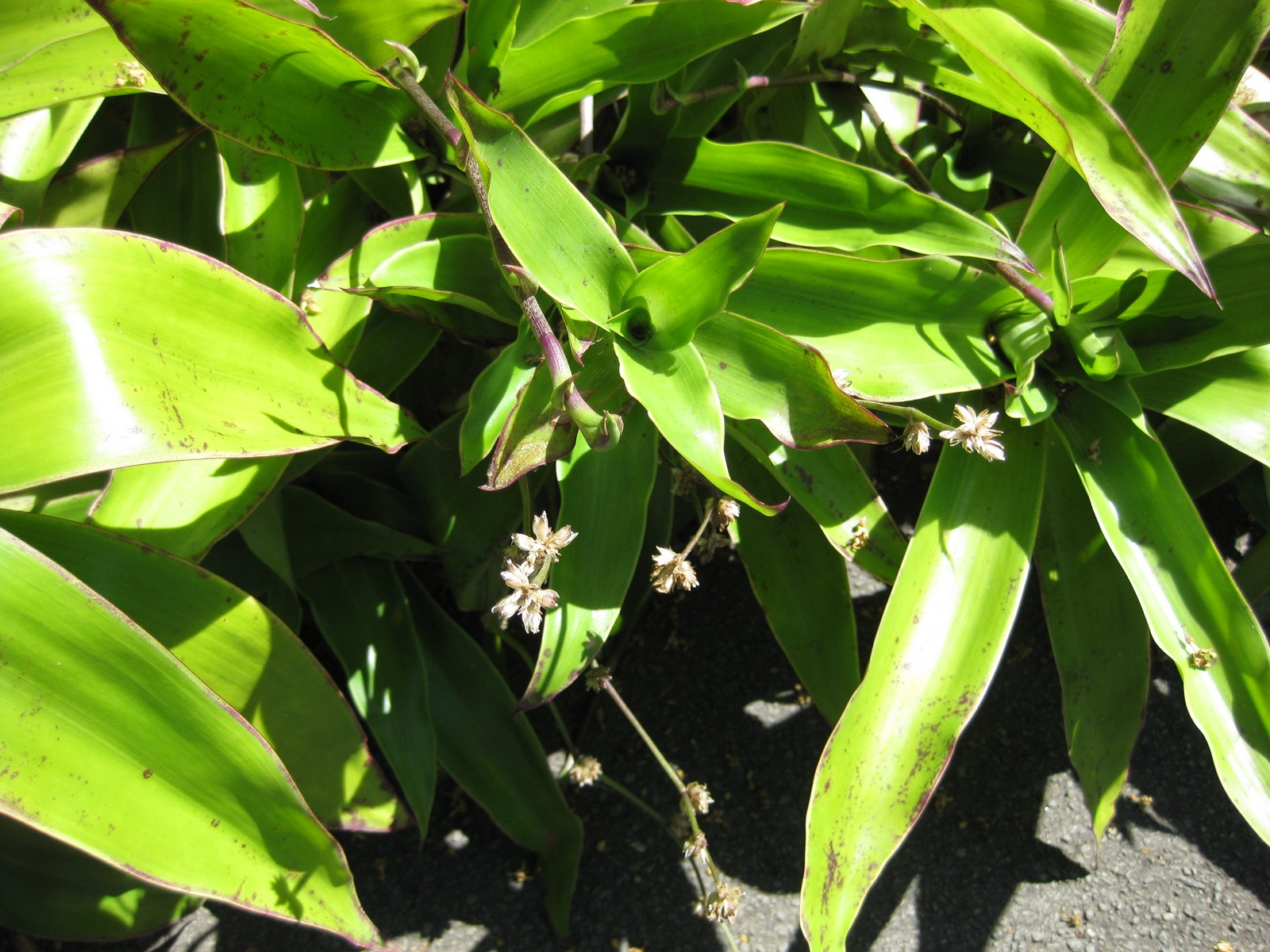
Callisia fragrans
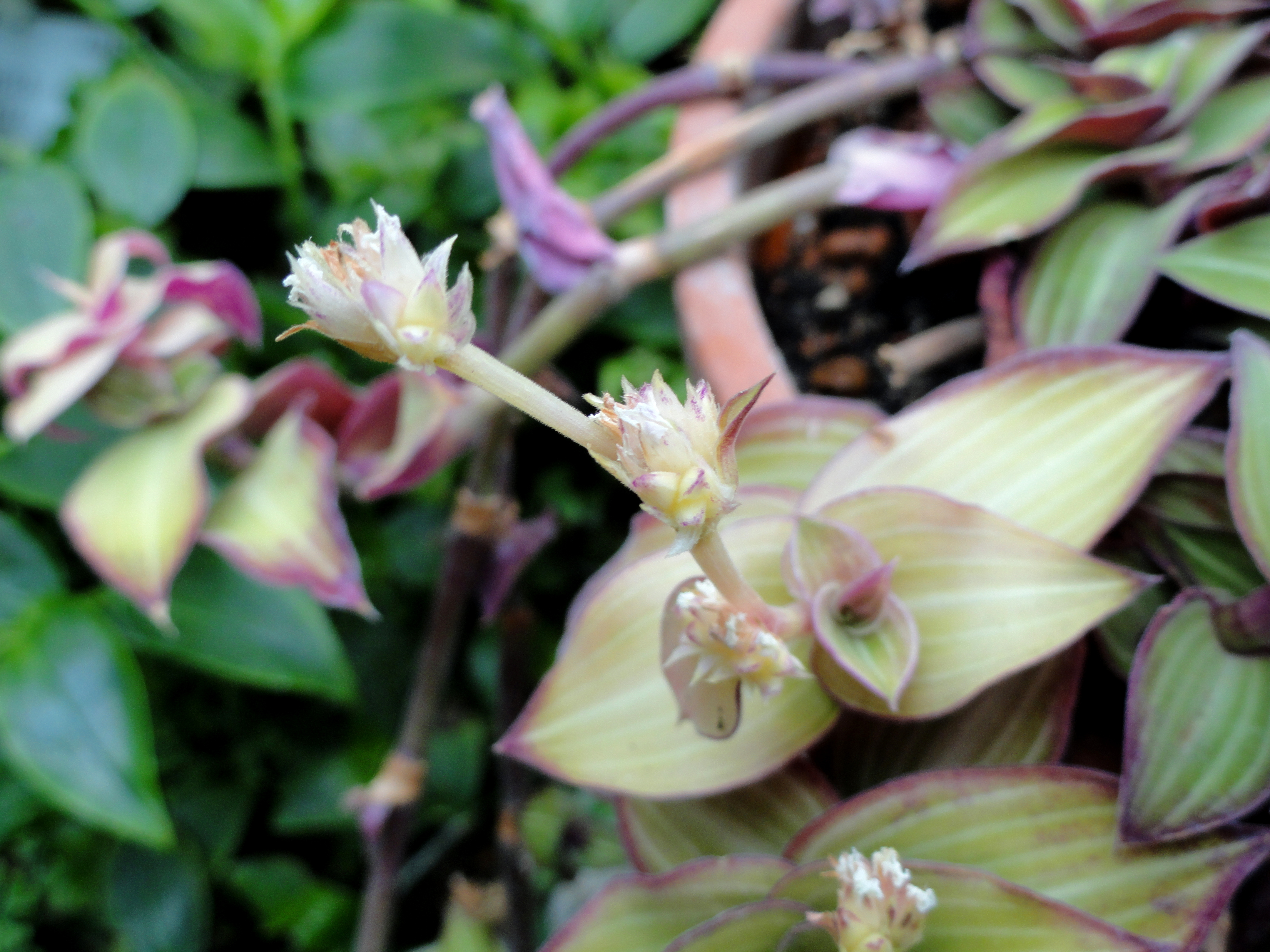
Callisia gentlei
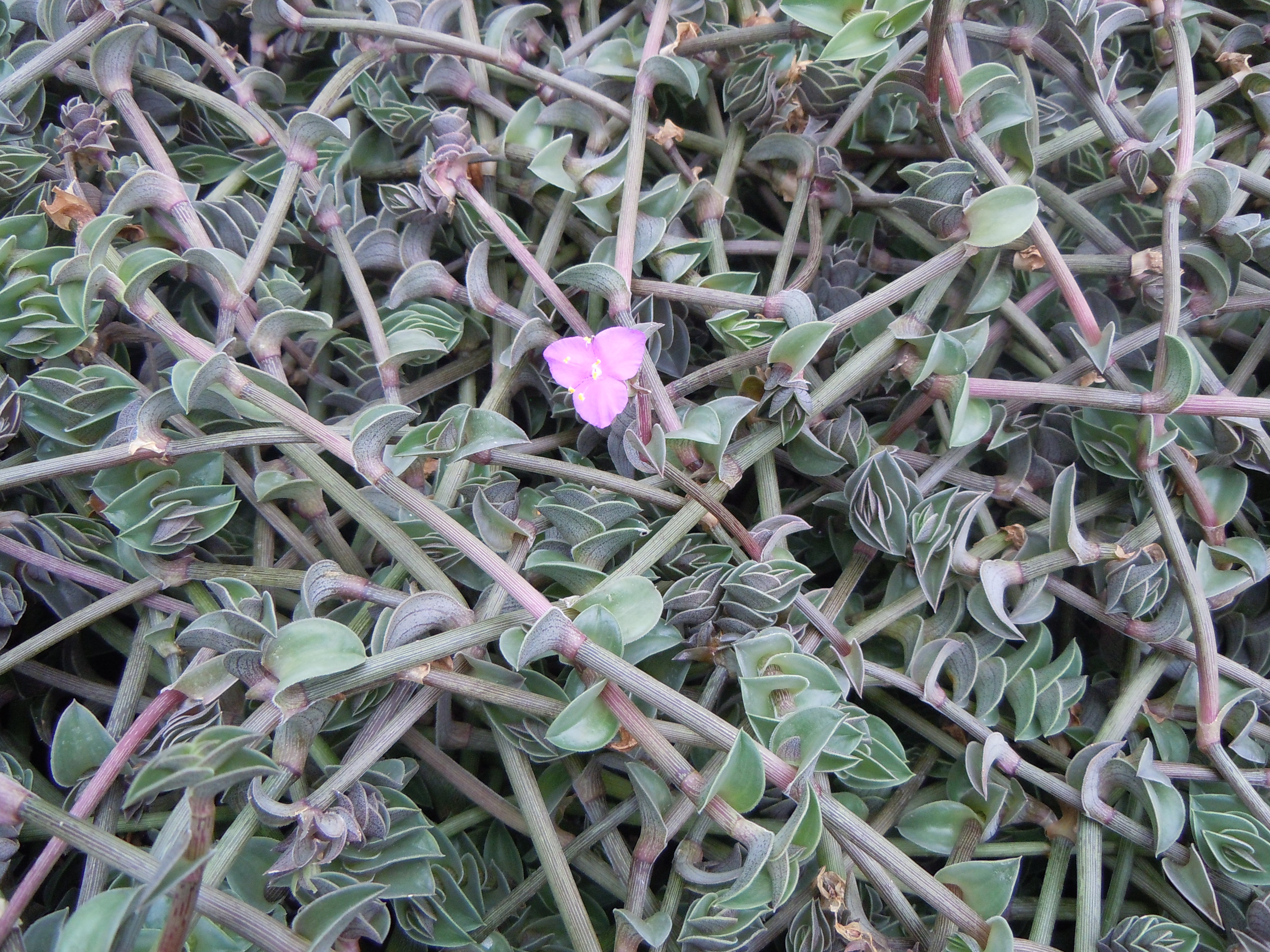
Callisia navicularis
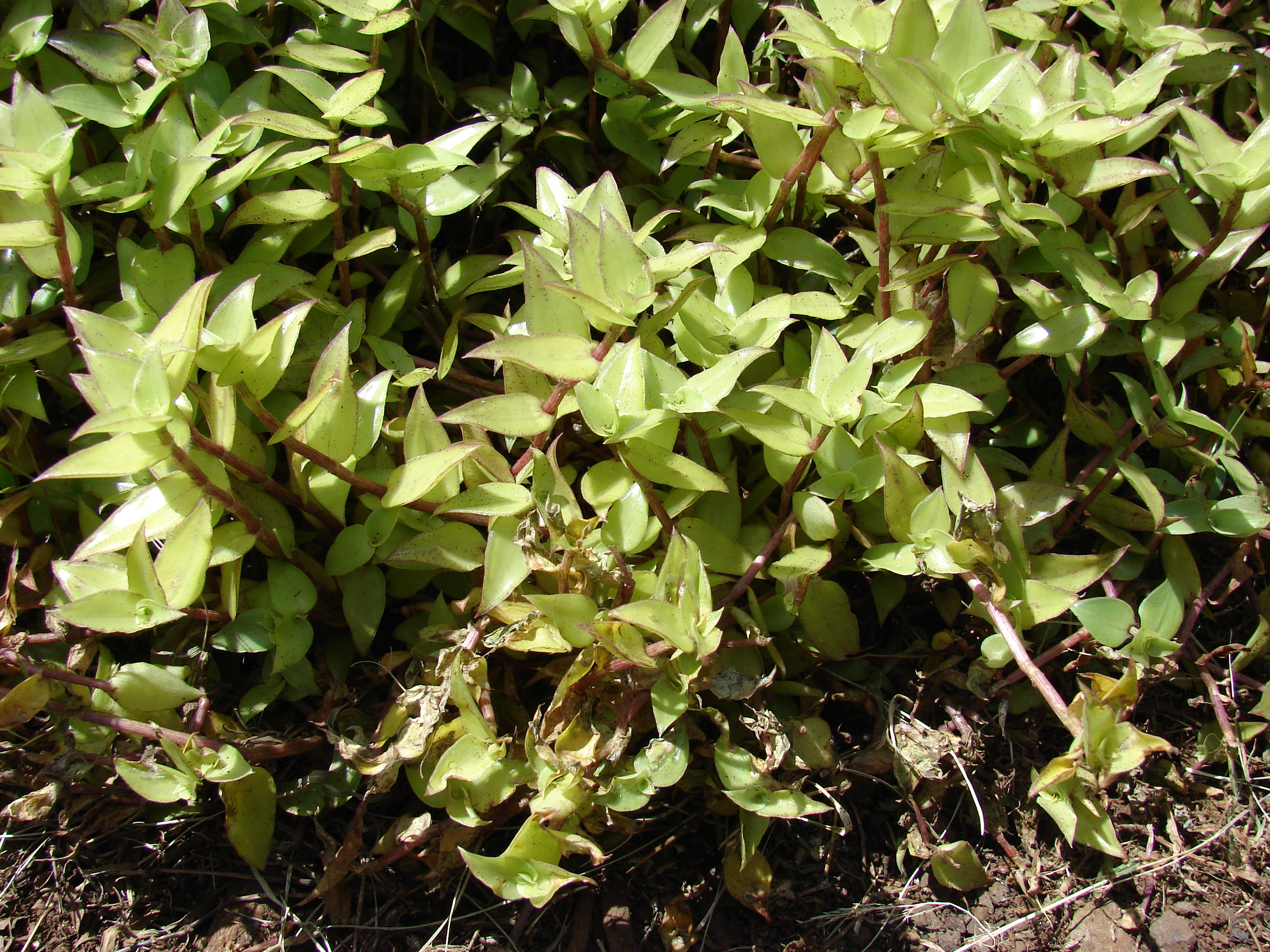
Callisia repens
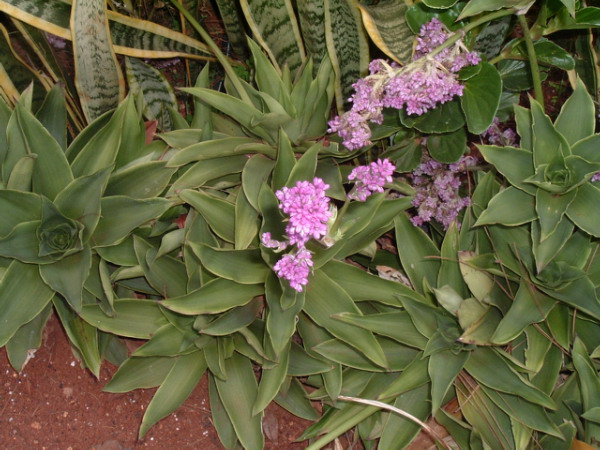
Callisia warszewicziana